# 今井荘

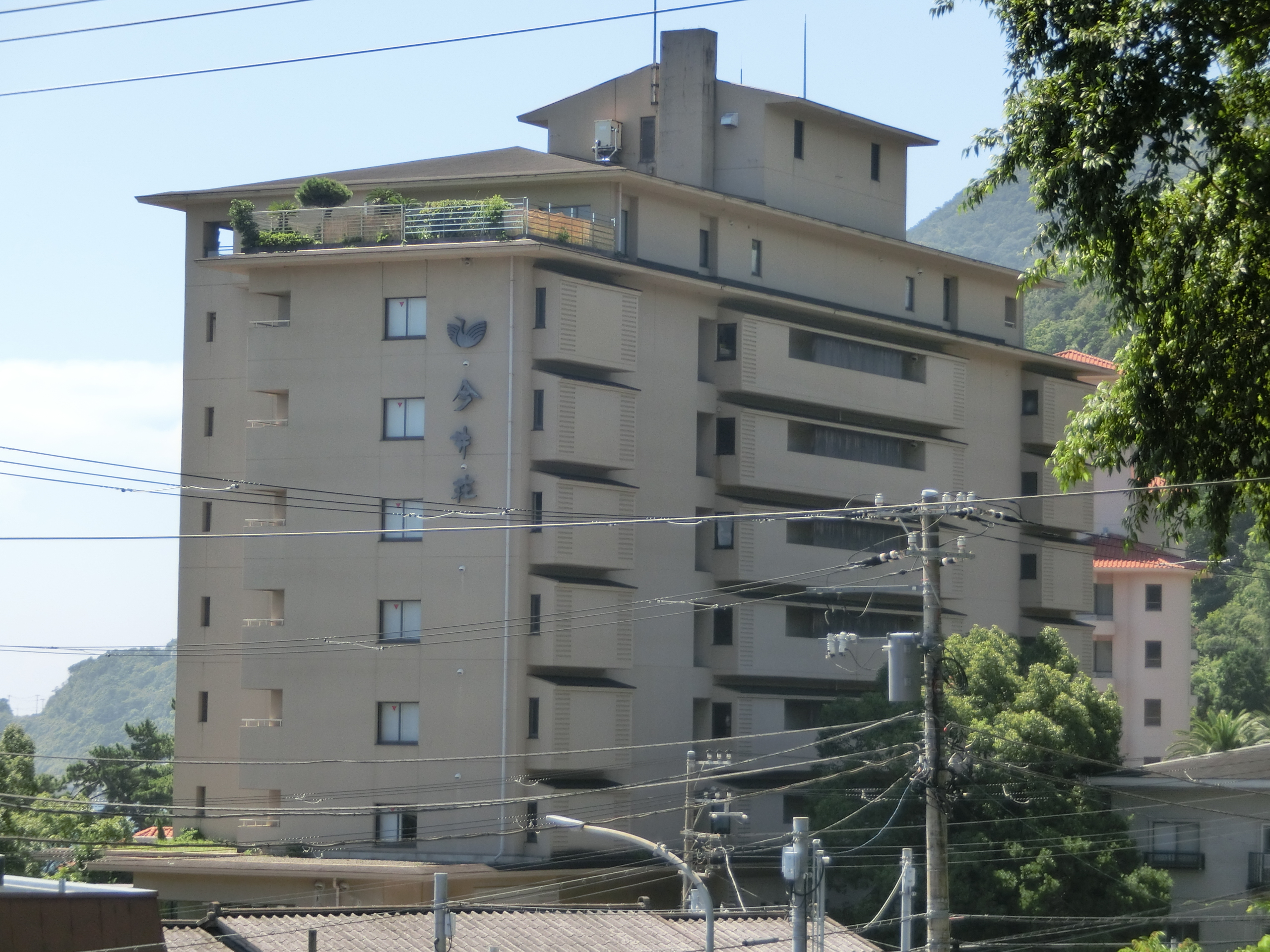
今井荘

伊豆今井浜温泉にある今井荘（いまいそう）とは、2024年8月に和モダンにリニューアルオープンした温泉旅館である。運営は株式会社桜の森ホテル&リゾーツ
所在地は静岡県賀茂郡河津町見高127番地。
1934年（昭和9年）に開業。海岸続きの旅館で、昭和天皇や明仁天皇も宿泊実績がある。多くの著名人や海外の要人の静養の地として利用された。
しかし1978年（昭和53年）の伊豆大島近海の地震により建物が崩壊し一時休業していた。
その後1985年（昭和60年）に、地上10階建の近代建築となって新装された。
現在は株式会社桜の森ホテル＆リゾーツがオーナーとして運営。客室数は53室（うち貴賓室1室）。
コンセプトを「スローリゾート」とし、オールインクルーシブスタイルで過ごせる宿となっている。